# Марија Моснак
Марија Вадаски Моснак (Куцура, 26. фебруар 1946 — Ветерник, 30. мај 2022) је прва професионална спикерка у Русинској редакцији Радио Новог Сада и на ТВ Нови Сад, преводилац и новинарка.

## Биографија
Марија Моснак рођ. Вадаски је рођена у Куцури 26. фебруара 1946. године. Основну школу је завршила у родном месту, док је гимназију завшила у Врбасу. По завршетку средње школе уписала је студије на Вишој Управној школи у Новом Саду.
У Русинској редакцији РНС је почела да ради 15. маја 1967. године. Она је цео свој радни век провела пред микрофонима у Радио Новом Саду као прва професионална радио спикерка у редакцији програма на русинском језику Радио Новог Сада. 
У периоду када је ТВ Нови Сад почела да емитује програм на више језика Марија Моснак је била и прва телевизијска спикерка у емисијама на русинском језику ТВ Нови Сад. 
Током 70-тих година Марија Моснак се појављивала и у улози водитељке програма у оквиру Фестивала културе Русина Црвена ружа а она је такође водила и конферансу на контакт-програмима које је Русинска редакција Радио Новог Сада организовала по местима у којима живе Русини. 
Марија Вадаски се 1973. године удала за Андрију Моснака и са њиме је имала два сина. 
Осим спикерских послова Марија Моснак је радила и као преводилац за потребе програма на русинском језику Радио Новог Сада а у зениту своје каријере је радила и као новинарка јер је уређивала информативни део јутарњег програма на русинском језику као и емисију вечерњих вести на русинском језику. 
Упамћена је као спикерка са изразито лепим и пријатним баршунастим гласом као и по максималноj посвећености своме позиву који је обављала на беспрекоран професионалан начин и са посебном љубављу. Она је помагала, као искусна спикерка, формирању једне целе генерације спикера на русинском језику који су у послу следили њен пример и њен професионализам. 
У пензију је отишла 28. фебруара 2001. године. Умрла је у Ветернику поред Новог Сада 30 маја 2022. у 76. години, а сахрањена је на Градском гробљу у Новом Саду.

## Галерија
- Марија Моснак у студију ТВ Нови Сад
- Драген Колесар, глумац СНП, и Марија Моснак у студију Радио Новог Сада
- Чланови Русинске редакције Радио Новог Сада 1974. године (М. Моснак стоји четврта с лева у првом реду)